# Erik Heil
Erik Kosegarten-Heil (geb. Heil; * 10. August 1989 in Berlin) ist ein deutscher Segler in der 49er-Klasse. Seit 2023 ist er Steuermann des Germany SailGP Teams.
Erik Heil und sein Vorschoter Thomas Plößel vom Norddeutschen Regatta Verein waren 2005 deutscher Jugendmeister in der 420er-Klasse und 2006 U19-Meister in der 470er-Klasse. Seit 2011 sind sie bei internationalen Regatten in der 49er-Klasse am Start. In ihrem ersten internationalen Jahr belegten sie den 7. Platz bei der Europameisterschaft und den 11. Platz bei der Weltmeisterschaft. 2012 erreichten sie den siebten Platz bei der Weltmeisterschaft. 2013 gewannen sie vor Palma de Mallorca ihre erste World-Cup-Regatta, bei der Europameisterschaft 2013 erhielten Heil und Plößel die Silbermedaille. Im Jahr darauf siegten sie beim Champions Sailing Cup in Kiel und gewannen den Europameistertitel. 2015 folgte auf den sechsten Platz bei der Europameisterschaft der fünfte Platz bei der Weltmeisterschaft. Bei der vorolympischen Regatta erreichten sie den dritten Platz. 2016 segelten Heil und Plößel bei der Weltmeisterschaft auf den achten Rang.
Erik Heil und Thomas Plößel gehörten der deutschen Mannschaft für die Olympischen Spiele 2016 an; in Rio de Janeiro gewannen sie die Bronzemedaille. Dafür wurden sie von Bundespräsident Joachim Gauck am 1. November 2016 mit dem Silbernen Lorbeerblatt ausgezeichnet.
Nach einem sechsten Platz bei der Weltmeisterschaft 2017 verbesserten Erik Heil und Thomas Plößel sich 2018 auf Platz vier und wurden 2019 Vizeweltmeister. 2019 gewannen sie außerdem den World Cup in Miami. 2020 bestätigten sie den Erfolg mit dem Gewinn der Bronzemedaille bei der Weltmeisterschaft. Bei den 2021 stattfindenden Olympischen Spielen 2020 in Tokio gewannen Erik Heil und Thomas Plößel in der 49er-Klasse wie schon 2016 die Bronzemedaille.
Erik Heil ist Sportsoldat in Kiel.
Seit der 4. Saison des SailGP startet er als Steuermann im SailGP für das Germany SailGP Team, welches von Sebastian Vettel und Thomas Riedel ins Leben gerufen wurde.